# IDRA-21
IDRA-21 es un fármaco ampakina derivado del aniracetam. La DRA-21 es una molécula quiral, con (+)-IDRA-21 que es la forma activa. IDRA-21.
En estudios realizados en animales, la IDRA-21 muestra efectos nootrópicos, mejorando significativamente el aprendizaje y la memoria. Es alrededor de 10 a 30 veces más potente que el aniracetam para revertir el déficit cognitivo inducido por el alprazolam o escopolamina, produciendo efectos que duran hasta tres días después de aplicar una sola dosis. Se cree que el mecanismo de dicha acción ocurre debido a que promueve la inducción de la potenciación a largo plazo entre las sinapsis del cerebro.
La IDRA-21 no produce neurotoxicidad bajo condiciones normales, aunque puede agravar el daño neuronal que precede a una isquemia global tras un accidente cerebrovascular o un cuadro de convulsiones.
Comparado con otros fármacos ampakina derivados de la benzoil piperidina, la IDRA-21 ha sido más potente que la CX-516, pero menos que la CX-546. Nuevos derivados de la benzotiadiazida con mayor potencial que la IDRA-21 han sido desarrollados, pero éstos no han sido investigados en la misma medida.